# Brian Kobilka
Brian Kent Kobilka (Little Falls, Minnesota, 1955. május 30. –) kémiai Nobel-díjas amerikai fiziológus, aki Robert Lefkowitz-cal közösen 2012-ben kapta a díjat a „G-protein-kapcsolt receptorok felfedezéséért és működésük leírásáért”.

## Élete

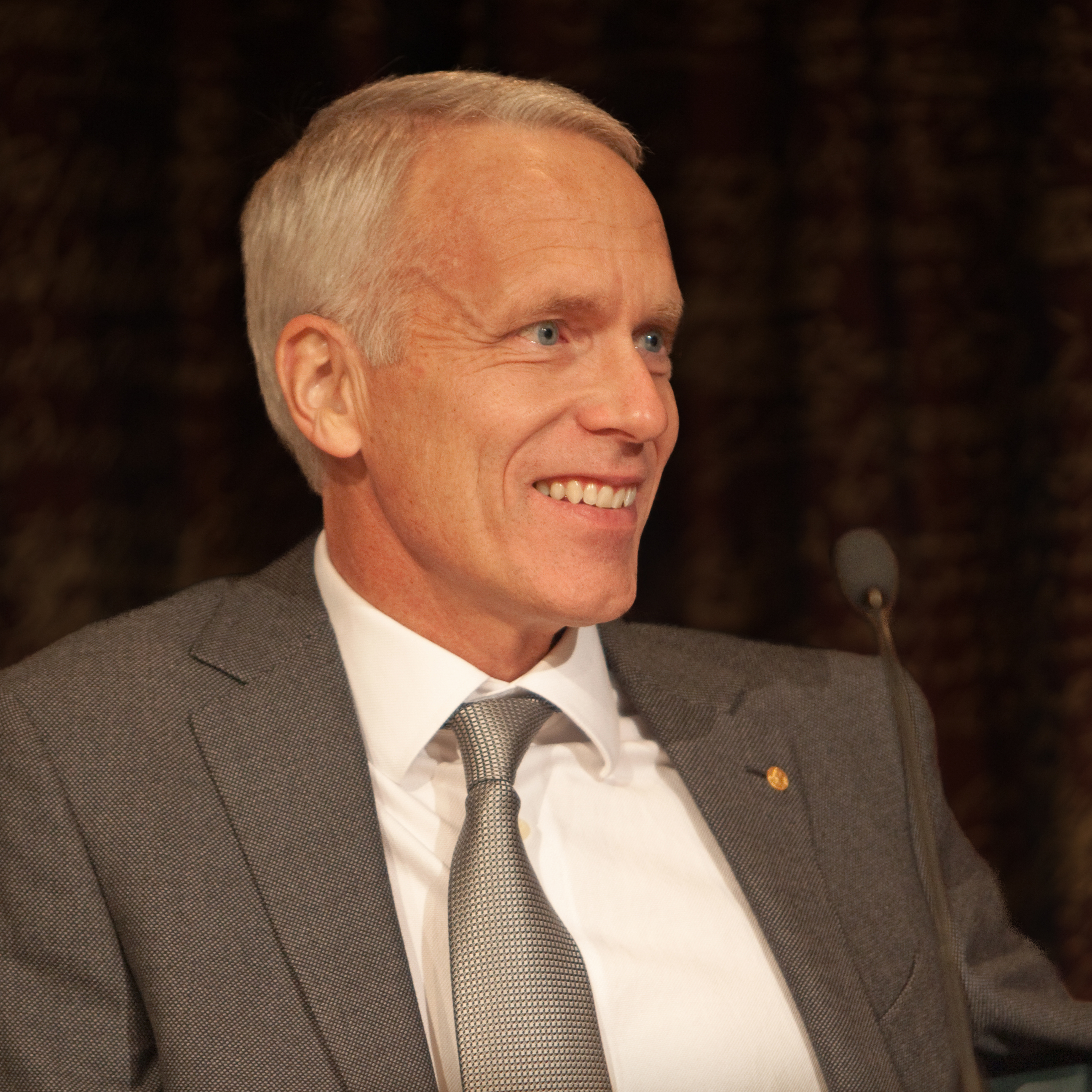
Brian Kobilka 2012-ben

Az általános és középiskolát a szülővárosában végezte. Római katolikus vallású. Felsőbb szintű képzésre a University of Minnesota Duluth-ra járt, ahol B.Sc szintet szerzett biológiából és kémiából. Tanulmányait folytatta és a Yale School of Medicine-en szerzett orvosi diplomát. Robert Lefkowitz-cal először a Duke Egyetemen találkozott. Kobilka itt a posztdoktori tanulmányait végezte és Lefkowitz volt a vezetjője. A β2 adrenoreceptort tanulmányozták. 1989-ben a Stanford University School of Medicine-re ment kutatni. 1987-2003 között a Howard Hughes Medical Institute kutató tagja is volt. 2025-ben a Magyar Tudományos Akadémia tiszteleti tagjává választották.